# 48 de Perseu
48 de Perseu (48 Persei) és un estel a la constel·lació de Perseu de magnitud aparent +4,00. S'hi troba a uns 553 anys llum de distància del sistema solar.
48 de Perseu és un estel blanc-blavenc de tipus espectral B3Ve amb una lluminositat —incloent una gran quantitat de radiació emesa com a llum ultraviolada— 3980 vegades major que la lluminositat solar. Està catalogada com estrella Be; aquestos són estels calents de tipus B de ràpida rotació que s'hi troben envoltats per un disc equatorial de gas de la seva pròpia creació. La inestabilitat del disc de 48 de Perseu provoca una variació en la seva lluentor d'aproximadament una dècima de magnitud, sense que existisca un període definit. Com a estel variable, 48 de Perseu rep també la denominació d'MX de Perseu.
La velocitat de rotació projectada de 48 Persei és de 190 km/s, encara que el valor real pot aproximar-se als 370 km/s, ja que s'estima que el disc està inclinat 31º respecte a nosaltres. La ràpida rotació fa que aquesta classe d'estels no tinguen forma esfèrica sinó el·lipsoidal. En conseqüència, la temperatura d'aquests estels és difícil de definir, ja que a causa de l'enfosquiment gravitatori la temperatura als pols és major que a l'equador —fenomen observat en Regulus A (α Leonis)—, estimant-se la temperatura de 48 de Perseu en 17.200 K. Amb un radi de 7,1 radis solars, el seu període de rotació és d'aproximadament un dia. La seva massa estimada és 7 vegades major que la del Sol i la seva edat es xifra en 40 milions d'anys; hom pensa que en només uns pocs milions d'anys finalitzarà la fusió nuclear del seu hidrogen intern, començant la seva transformació en una gegant vermella molt més lluminosa.